# Zohor
Zohor is een Slowaakse gemeente in de regio Bratislava, en maakt deel uit van het district Malacky.
Zohor telt 3232 inwoners.